# Efferia nigritarsis
Efferia nigritarsis este o specie de muște din genul Efferia, familia Asilidae. A fost descrisă pentru prima dată de James Stewart Hine în anul 1919.
Este endemică în Cuba. Conform Catalogue of Life specia Efferia nigritarsis nu are subspecii cunoscute.